# 린다 해리슨

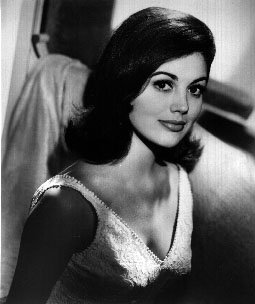

린다 해리슨(Linda Harrison, 1945년 7월 26일 ~ )는 미국의 모델, 텔레비전 배우, 영화배우, 영화 프로듀서이다.

## 영화
- 혹성 탈출 (2001년)
- 혹성 탈출 탄생 스토리 (1998년)
- 와일드 빌 (1995년)
- 코쿤 2 (1988년)
- 코쿤 (1985년)
- 에어포트 75 (1974년)
- 명탐정 바나비 존즈 (1973년)
- 혹성 탈출 2 - 지하 도시의 음모 (1970년) - 노바 역
- 혹성탈출 (1968년) - 노바 역
- 가이드 포 더 메리드 맨 (1967년)
- 배트맨 - 66년 TV 시리즈 (1966년)